# Berlin Ladies Open 2024
Il Berlin Ladies Open 2024, sponsorizzato da ecoTrans Group, è stato un torneo femminile di tennis giocato sull'erba. È stata la 100ª edizione del torneo (nonché la 4ª edizione che si gioca sull'erba) che fa parte della categoria WTA 500 nell'ambito del WTA Tour 2024. Si è giocato presso il Rot-Weiss Tennis Club di Berlino in Germania dal 17 al 23 giugno 2024.

## Partecipanti singolare

### Teste di serie
| Nazionalità | Giocatore           | Ranking* | Testa di serie |
| ----------- | ------------------- | -------- | -------------- |
| Stati Uniti | Coco Gauff          | 2        | 1              |
|             | Aryna Sabalenka     | 3        | 2              |
| Kazakistan  | Elena Rybakina      | 4        | 3              |
| Stati Uniti | Jessica Pegula      | 5        | 4              |
| Rep. Ceca   | Markéta Vondroušová | 6        | 5              |
| Cina        | Zheng Qinwen        | 8        | 6              |
| Grecia      | Maria Sakkarī       | 9        | 7              |
| Tunisia     | Ons Jabeur          | 10       | 8              |

* Ranking al 10 giugno 2024.

### Altre partecipanti
Le seguenti giocatrici hanno ricevuto una wild card per il tabellone principale:
- Angelique Kerber
- Jule Niemeier
- Naomi Ōsaka
- Donna Vekić

Le seguenti giocatrici sono entrate nel tabellone principale passando dalle qualificazioni:

- Nao Hibino
- Veronika Kudermetova
- Rebeka Masarova
- Kateřina Siniaková
- Zeynep Sönmez
- Wang Xinyu

La seguente giocatrice è entrata in tabellone come lucky loser:
- Arantxa Rus

### Ritiri
Prima del torneo
- Caroline Garcia → sostituita da  Arantxa Rus
- Jasmine Paolini → sostituita da  Emma Navarro
- Anastasija Pavljučenkova → sostituita da  Linda Nosková
- Iga Świątek → sostituita da  Anna Kalinskaja

## Partecipanti doppio

### Teste di serie
| Nazionalità | Giocatore                | Nazionalità | Giocatore      | Ranking* | Teste di serie |
| ----------- | ------------------------ | ----------- | -------------- | -------- | -------------- |
| Stati Uniti | Nicole Melichar-Martinez | Australia   | Ellen Perez    | 18       | 1              |
| Paesi Bassi | Demi Schuurs             | Brasile     | Luisa Stefani  | 29       | 2              |
| Ucraina     | Ljudmyla Kičenok         | Ucraina     | Nadiia Kičenok | 52       | 3              |
| Stati Uniti | Coco Gauff               | Stati Uniti | Jessica Pegula | 56       | 4              |

* Ranking al 10 giugno 2024.

### Altre partecipanti
Le seguenti coppie di giocatrici hanno ricevuto una wild card per il tabellone principale:
- Viktoryja Azaranka /  Paula Badosa
- Jule Niemeier /  Noma Noha Akugue

## Punti
| Evento    | V   | F   | SF  | QF  | 2T   | 1T | Q    | Q2   | Q1   |
| Singolare | 500 | 325 | 195 | 108 | 60   | 1  | 25   | 13   | 1    |
| Doppio    | 500 | 325 | 195 | 108 | N.D. | 1  | N.D. | N.D. | N.D. |

## Montepremi
| Evento    | V         | F        | SF       | QF       | 2T       | 1T      | Q2      | Q1      |
| Singolare | 123 480 € | 76 225 € | 44 525 € | 21 660 € | 11 823 € | 8 542 € | 5 739 € | 2 935 € |
| Doppio*   | 41 210 €  | 24 970 € | 14 280 € | 7 400 €  | N.D.     | 4 470 € | N.D.    | N.D.    |

*per team

## Campionesse

### Singolare
Jessica Pegula ha sconfitto in finale  Anna Kalinskaja con il punteggio di 6(0)–7, 6–4, 7–6(3).
- É il quinto titolo in carriera per Pegula, il primo della stagione.

### Doppio
Wang Xinyu /  Zheng Saisai hanno sconfitto in finale  Chan Hao-ching /  Veronika Kudermetova con il punteggio di 6–2, 7–5.